# Саут Парис (Мејн)
Саут Парис (енгл. South Paris) насељено је место без административног статуса у америчкој савезној држави Мејн.

## Демографија
По попису из 2010. године број становника је 2.267, што је 30 (1,3%) становника више него 2000. године.
| Група             | 2000.         | 2010.         |
| Белци             | 2.166 (96,8%) | 2.130 (94,0%) |
| Афроамериканци    | 8 (0,4%)      | 12 (0,5%)     |
| Азијати           | 30 (1,3%)     | 20 (0,9%)     |
| Хиспаноамериканци | 11 (0,5%)     | 36 (1,6%)     |
| Укупно            | 2.237         | 2.267         |